# Канас (провинция)
Канас (исп. Provincia de Canas, кечуа  K'anas pruwinsya) — одна из 13 провинций перуанского региона Куско. Площадь составляет 2104 км². Население — 42 368 человек; плотность населения — 20,14 чел/км². Столица — город Янаока.

## География
Граничит с провинциями: Канчис (на северо-востоке), Акомайо (на северо-западе), Эспинар (на юге) и Чумбивилкас (на западе), а также с регионом Пуно (на востоке).

## Административное деление
В административном отношении делится на 8 округов:
- Янаока
- Чекка
- Кунтурканки
- Лангуи
- Лайо
- Пампамарка
- Кеуэ
- Тупак-Амару